# Multiplicitat d'espín
La multiplicitat d'espín és el nombre de possibles orientacions, calculada com {\displaystyle 2S+1}, del moment angular d'espín corresponent al nombre quàntic d'espín total {\displaystyle S}, per a una mateixa funció d'ona electrònica espacial. El nombre quàntic d'espín total {\displaystyle S} per a un conjunt d'{\displaystyle n} electrons s'obté sumant algebraicament els {\displaystyle n} valors individuals {\displaystyle s}.
Un estat de multiplicitat singlet té {\textstyle S=0}, obtingut a partir de dos electrons {\textstyle S={\tfrac {1}{2}}+(-{\tfrac {1}{2}})=0}, de quatre electrons {\textstyle S={\tfrac {1}{2}}+(-{\tfrac {1}{2}})+{\tfrac {1}{2}}+(-{\tfrac {1}{2}})=0}, etc. i la multiplicitat val {\displaystyle 2S+1=2\cdot 0+1=1} (singlet); això és, només hi ha una possible orientació del moment angular d'espín. Un estat doblet té {\textstyle S={\tfrac {1}{2}}}, obtingut per suma algebraica dels espins de tres electrons {\textstyle S={\tfrac {1}{2}}+(-{\tfrac {1}{2}})+{\tfrac {1}{2}}={\tfrac {1}{2}}}, o de cinc electrons, etc. té una multiplicitat {\displaystyle 2S+1=2\cdot {\tfrac {1}{2}}+1=2} (doblet); és a dir, hi ha dues possibles orientacions espacials del moment angular d'espín. Si {\displaystyle S>L} (nombre quàntic de moment angular total) hi ha només {\displaystyle 2L+1} orientacions possibles del moment angular total.